# Austroargiolestes isabellae
Austroargiolestes isabellae – gatunek ważki z rodzaju Austroargiolestes należącego do rodziny Argiolestidae.
Imagines ubarwione czarno-jasnożółto z głównie czarnymi wargą górną, nadustkiem i czołem. Górne przydatki analne samca mają brzuszną ostrogę, która od góry jest widoczna.
Ważka ta jest endemitem południowo-wschodniej Australii, gdzie rozmnaża się w strumieniach.